# Wereldkampioenschap voetbal 1962
Het FIFA wereldkampioenschap voetbal 1962 was de zevende editie van een internationale voetbalwedstrijd tussen de nationale mannenteams van landen die aangesloten zijn bij de FIFA. Chili was dat jaar gastheer van de eindronde, zoals zes jaar eerder, op 9 juni 1956, besloten tijdens een FIFA-congres in Londen. Aan de voorronden deden 51 landen mee, waarvan negen debutanten. De loting voor de eindronde had plaats op 18 januari 1962 in Santiago. Het toernooi zelf begon op 30 mei en eindigde op 17 juni.
Het toernooi viel op door lage toeschouwersaantallen voor de wedstrijden buiten Santiago, het doelpuntengemiddelde wat voor de eerste keer onder de drie goals per wedstrijd was en vooral het harde spel. Berucht werd de wedstrijd tussen Chili en Italië, de Slag om Santiago. Brazilië prolongeerde zijn wereldtitel zonder de geblesseerde Pelé en met smaakmaker Garrincha.

## Kwalificatie
| FIFA-lid          | Confederatie | Kwalificatie             | Aantal dln. (incl. 1962) | Dln. op rij | Eerste dln. | Laatste dln. | Titels (excl. 1962) | Beste prestatie |
| ----------------- | ------------ | ------------------------ | ------------------------ | ----------- | ----------- | ------------ | ------------------- | --------------- |
| Brazilië          | CONMEBOL     | Titelverdediger          | 7e                       | 7           | 1930        | 1958         | 1                   | Kampioen        |
| Chili             | CONMEBOL     | Gastland                 | 3e                       | 1           | 1930        | 1958         | 0                   | Groepsfase      |
| Argentinië        | CONMEBOL     | Winnaar groep 1          | 4e                       | 2           | 1934        | 1958         | 0                   | Tweede          |
| Uruguay           | CONMEBOL     | Winnaar groep 2          | 4e                       | 1           | 1930        | 1954         | 2                   | Kampioen        |
| Colombia          | CONMEBOL     | Winnaar groep 3          | 1e                       | 1           | n.v.t.      | n.v.t.       | n.v.t.              | n.v.t.          |
| Zwitserland       | UEFA         | Winnaar groep 1          | 5e                       | 1           | 1934        | 1954         | 0                   | Kwartfinale     |
| Bulgarije         | UEFA         | Winnaar groep 2          | 1e                       | 1           | n.v.t.      | n.v.t.       | n.v.t.              | n.v.t.          |
| West-Duitsland    | UEFA         | Winnaar groep 3          | 5e                       | 3           | 1934        | 1958         | 1                   | Kampioen        |
| Hongarije         | UEFA         | Winnaar groep 4          | 5e                       | 3           | 1934        | 1962         | 0                   | Tweede          |
| Sovjet-Unie       | UEFA         | Winnaar groep 5          | 2e                       | 2           | 1958        | 1958         | 0                   | Kwartfinale     |
| Engeland          | UEFA         | Winnaar groep 6          | 4e                       | 4           | 1950        | 1958         | 0                   | Kwartfinale     |
| Italië            | UEFA         | Winnaar groep 7          | 5e                       | 1           | 1934        | 1954         | 2                   | Winnaar         |
| Tsjecho-Slowakije | UEFA         | Winnaar groep 8          | 5e                       | 3           | 1934        | 1958         | 0                   | Tweede          |
| Spanje            | UEFA         | play-off (UEFA–CAF)      | 3e                       | 1           | 1934        | 1950         | 0                   | Vierde          |
| Joegoslavië       | UEFA         | play-off (UEFA–AFC)      | 5e                       | 4           | 1934        | 1950         | 0                   | Halve finale    |
| Mexico            | CONCACAF     | play-off (CONMEBOL–NAFC) | 5e                       | 4           | 1930        | 1958         | 0                   | Groepsfase      |

## Deelnemende landen
| Groep A                                  | Groep B                                 | Groep C                                  | Groep D                                 |
| ---------------------------------------- | --------------------------------------- | ---------------------------------------- | --------------------------------------- |
| Colombia Joegoslavië Sovjet-Unie Uruguay | Chili Italië West-Duitsland Zwitserland | Brazilië Mexico Spanje Tsjecho-Slowakije | Argentinië Bulgarije Engeland Hongarije |

## Speelsteden
| Estadio Nacional Capaciteit: 66.660          | Estadio Sausalito Capaciteit: 18.037       |
|                                              |                                            |
| Rancagua                                     | Arica                                      |
| Estadio Braden Copper Co. Capaciteit: 18.000 | Estadio Carlos Dittborn Capaciteit: 17.786 |
|                                              |                                            |

## Groepsfase

### Groep A
In Arica was de eerste wedstrijd de reprise van de EK-finale van twee jaar eerder, de Sovjet-Unie tegen Joegoslavië. Ook deze wedstrijd werd gewonnen door de Russen, nu met 2-0. De Russen moesten diep in de tweede helft met tien man verder, omdat een ruwe tackle van een Joegoslaaf een beenbreuk opleverde, het eerste signaal voor een buitensporig hard toernooi. De tweede wedstrijd van de Russen tegen het niet hoog aangeschreven Colombia leverde opmerkelijk puntverlies op, want ze verspeelden binnen twintig minuten een 4-1 voorsprong, vooral dankzij twee merkwaardige blunders van Lev Jasjin, in het algemeen gezien als de beste doelman ooit. Tegen de oude wereldkampioen Uruguay was Jasjin weer bij de les en de Russen wonnen met 2-1. De Joegoslaven plaatsten zich ook voor de volgende ronde door duidelijke zeges op Colombia en het ooit zo sterke Uruguay, dat duidelijk een mindere generatie had in het begin van de jaren zestig.
| Land        | Wed | Win | Gel | Ver | DV | DT | +/− | Pnt |
| ----------- | --- | --- | --- | --- | -- | -- | --- | --- |
| Sovjet-Unie | 3   | 2   | 1   | 0   | 8  | 5  | 3   | 5   |
| Joegoslavië | 3   | 2   | 0   | 1   | 8  | 3  | 5   | 4   |
| Uruguay     | 3   | 1   | 0   | 2   | 4  | 6  | –2  | 2   |
| Colombia    | 3   | 0   | 1   | 2   | 5  | 11 | –6  | 1   |

|                                              |                       |                        |                    |                                                                                       |
| 30 mei 1962 «onderlinge duels» 15:00 (UTC−4) | Uruguay               | 2 – 1                  | Colombia           | Estadio Carlos Dittborn, Arica Toeschouwers: 7.908 Scheidsrechter: Andor Dorogi (HON) |
| 30 mei 1962 «onderlinge duels» 15:00 (UTC−4) | Cubilla 56' Sasía 75' | verslag (FIFA) verslag | 19' (pen.) Zuluaga | Estadio Carlos Dittborn, Arica Toeschouwers: 7.908 Scheidsrechter: Andor Dorogi (HON) |

|                                              |                           |                        |             |                                                                                        |
| 31 mei 1962 «onderlinge duels» 15:00 (UTC−4) | Sovjet-Unie               | 2 – 0                  | Joegoslavië | Estadio Carlos Dittborn, Arica Toeschouwers: 15.000 Scheidsrechter: Albert Dusch (GER) |
| 31 mei 1962 «onderlinge duels» 15:00 (UTC−4) | Ivanov 51' Ponedelnik 83' | verslag (FIFA) verslag |             | Estadio Carlos Dittborn, Arica Toeschouwers: 15.000 Scheidsrechter: Albert Dusch (GER) |

|                                              |                                           |                        |             |                                                                                      |
| 2 juni 1962 «onderlinge duels» 15:00 (UTC−4) | Joegoslavië                               | 3 – 1                  | Uruguay     | Estadio Carlos Dittborn, Arica Toeschouwers: 8.829 Scheidsrechter: Karol Galba (TCH) |
| 2 juni 1962 «onderlinge duels» 15:00 (UTC−4) | Skoblar 25' (pen.) Galić 29' Jerković 49' | verslag (FIFA) verslag | 19' Cabrera | Estadio Carlos Dittborn, Arica Toeschouwers: 8.829 Scheidsrechter: Karol Galba (TCH) |

|                                              |                                              |                        |                                          |                                                                                           |
| 3 juni 1962 «onderlinge duels» 15:00 (UTC−4) | Sovjet-Unie                                  | 4 – 4                  | Colombia                                 | Estadio Carlos Dittborn, Arica Toeschouwers: 8.040 Scheidsrechter: João Etzel Filho (BRA) |
| 3 juni 1962 «onderlinge duels» 15:00 (UTC−4) | Ivanov 8', 11' Tsjislenko 10' Ponedelnik 56' | verslag (FIFA) verslag | 21' Aceros 68' Coll 72' Rada 86' Klinger | Estadio Carlos Dittborn, Arica Toeschouwers: 8.040 Scheidsrechter: João Etzel Filho (BRA) |

|                                              |                        |                        |           |                                                                                       |
| 6 juni 1962 «onderlinge duels» 15:00 (UTC−4) | Sovjet-Unie            | 2 – 1                  | Uruguay   | Estadio Carlos Dittborn, Arica Toeschouwers: 9.973 Scheidsrechter: Cesare Jonni (ITA) |
| 6 juni 1962 «onderlinge duels» 15:00 (UTC−4) | Mamykin 38' Ivanov 89' | verslag (FIFA) verslag | 54' Sasía | Estadio Carlos Dittborn, Arica Toeschouwers: 9.973 Scheidsrechter: Cesare Jonni (ITA) |

|                                              |                                            |                        |          |                                                                                        |
| 7 juni 1962 «onderlinge duels» 15:00 (UTC−4) | Joegoslavië                                | 5 – 0                  | Colombia | Estadio Carlos Dittborn, Arica Toeschouwers: 7.167 Scheidsrechter: Carlos Robles (CHI) |
| 7 juni 1962 «onderlinge duels» 15:00 (UTC−4) | Galić 20', 61' Jerković 25', 87' Melić 82' | verslag (FIFA) verslag |          | Estadio Carlos Dittborn, Arica Toeschouwers: 7.167 Scheidsrechter: Carlos Robles (CHI) |

### Groep B
Het sleutelduel in deze groep was de meest gewelddadige wedstrijd ooit gespeeld op een wereldkampioenschap: Chili tegen Italië. Dat duel zou omwille van de vijandige sfeer voor en tijdens de wedstrijd bekendstaan als de Slag om Santiago. Voor de wedstrijd werd het land Chili in de kranten belachelijk gemaakt door Italiaanse journalisten en de sfeer in het stadion van Santiago was zwaar vijandig ten opzichte van de Italianen. In het veld werd er nauwelijks gevoetbald, maar geschopt, gespuwd en zelfs geslagen. Twee Italianen werden in de eerste helft uit het veld gestuurd en er kwamen zelfs politiemensen het veld op om de gemoederen te laten rusten. Echt objectief was de scheidsrechter niet, want een ordinaire vuistslag van de Chileen Sanchez op Humberto Maschio werd niet bestraft. Maschio brak wel zijn neus. In de tweede helft gingen de Italianen ten onder met 2-0. Aangezien Chili in de eerste wedstrijd ook van Zwitserland had gewonnen, was het gastland geplaatst voor de kwartfinale.
West-Duitsland werd uiteindelijk groepswinnaar door Chili in de laatste wedstrijd te verslaan: 2-0. Italië-Zwitserland had geen waarde meer, maar de Italianen werden nu wel toegejuicht door de Chilenen.
| Land           | Wed | Win | Gel | Ver | DV | DT | +/− | Pnt |
| -------------- | --- | --- | --- | --- | -- | -- | --- | --- |
| West-Duitsland | 3   | 2   | 1   | 0   | 4  | 1  | 3   | 5   |
| Chili          | 3   | 2   | 0   | 1   | 5  | 3  | 2   | 4   |
| Italië         | 3   | 1   | 1   | 1   | 3  | 2  | 1   | 3   |
| Zwitserland    | 3   | 0   | 0   | 3   | 2  | 8  | –6  | 0   |

|                                              |                                 |                        |             |                                                                                     |
| 30 mei 1962 «onderlinge duels» 15:00 (UTC−4) | Chili                           | 3 – 1                  | Zwitserland | Estadio Nacional, Santiago Toeschouwers: 65.000 Scheidsrechter: Kenneth Aston (ENG) |
| 30 mei 1962 «onderlinge duels» 15:00 (UTC−4) | L. Sánchez 44', 55' Ramírez 51' | verslag (FIFA) verslag | 6' Wüthrich | Estadio Nacional, Santiago Toeschouwers: 65.000 Scheidsrechter: Kenneth Aston (ENG) |

|                                              |                        |       |        |                                                                                       |
| 31 mei 1962 «onderlinge duels» 15:00 (UTC−4) | West-Duitsland         | 0 – 0 | Italië | Estadio Nacional, Santiago Toeschouwers: 65.440 Scheidsrechter: Robert Davidson (SCO) |
| 31 mei 1962 «onderlinge duels» 15:00 (UTC−4) | verslag (FIFA) verslag |       |        | Estadio Nacional, Santiago Toeschouwers: 65.440 Scheidsrechter: Robert Davidson (SCO) |

|                                              |                      |                        |        |                                                                                     |
| 2 juni 1962 «onderlinge duels» 15:00 (UTC−4) | Chili                | 2 – 0                  | Italië | Estadio Nacional, Santiago Toeschouwers: 66.057 Scheidsrechter: Kenneth Aston (ENG) |
| 2 juni 1962 «onderlinge duels» 15:00 (UTC−4) | Ramírez 73' Toro 87' | verslag (FIFA) verslag |        | Estadio Nacional, Santiago Toeschouwers: 66.057 Scheidsrechter: Kenneth Aston (ENG) |

|                                              |                       |                        |               |                                                                                |
| 3 juni 1962 «onderlinge duels» 15:00 (UTC−4) | West-Duitsland        | 2 – 1                  | Zwitserland   | Estadio Nacional, Santiago Toeschouwers: 64.922 Scheidsrechter: Leo Horn (NED) |
| 3 juni 1962 «onderlinge duels» 15:00 (UTC−4) | Brülls 45' Seeler 59' | verslag (FIFA) verslag | 73' Schneiter | Estadio Nacional, Santiago Toeschouwers: 64.922 Scheidsrechter: Leo Horn (NED) |

|                                              |                                 |                        |       |                                                                                       |
| 6 juni 1962 «onderlinge duels» 15:00 (UTC−4) | West-Duitsland                  | 2 – 0                  | Chili | Estadio Nacional, Santiago Toeschouwers: 67.224 Scheidsrechter: Robert Davidson (SCO) |
| 6 juni 1962 «onderlinge duels» 15:00 (UTC−4) | Szymaniak 21' (pen.) Seeler 82' | verslag (FIFA) verslag |       | Estadio Nacional, Santiago Toeschouwers: 67.224 Scheidsrechter: Robert Davidson (SCO) |

|                                              |                             |                        |             |                                                                                        |
| 7 juni 1962 «onderlinge duels» 15:00 (UTC−4) | Italië                      | 3 – 0                  | Zwitserland | Estadio Nacional, Santiago Toeschouwers: 59.828 Scheidsrechter: Nikolay Latyshev (URS) |
| 7 juni 1962 «onderlinge duels» 15:00 (UTC−4) | Mora 1' Bulgarelli 65', 67' | verslag (FIFA) verslag |             | Estadio Nacional, Santiago Toeschouwers: 59.828 Scheidsrechter: Nikolay Latyshev (URS) |

### Groep C
Viña del Mar was de vaste plaats voor de regerend wereldkampioen Brazilië. Liefst negen van de vaste basisspelers van het WK in 1958 probeerden hun titel te verdedigen. Het sprankelende van het WK 1958 was echter weg, Mexico werd pas in de tweede helft verslagen, 2-0 door goals van Zagallo en de nog steeds jonge Pelé. Echter in de tweede wedstrijd tegen Tsjecho-Slowakije sloeg het noodlot toe, Pelé schoot op de lat, maar verrekte daarbij zijn spier. Hij deed nog wel de hele wedstrijd mee, maar had totaal geen inbreng meer, Brazilië was van slag en de Tsjechen vonden het prima: 0-0. Pelé zou geen wedstrijd meer spelen dit toernooi, een groot verlies voor Brazilië en het toernooi.
De derde wedstrijd was een ware testcase: Spanje. De 'buitenlanders" waren Alfredo Di Stéfano en Ferenc Puskás, Di Stéfano was geblesseerd en Puskás was op het WK in 1954 de hoofdrolspeler van de Magische Magyaren.
Spanje moest winnen en putte moed uit de absentie van Pelé. Tot diep in de tweede helft was Spanje de betere ploeg en had het met meer dan 1-0 voor moeten staan. In de slotfase richtte de wereldkampioen zich op en na voorzetten van Zagallo en Garrincha scoorde uitgerekend de vervanger van Pelė Amarildo, bijgenaamd 'de bezetene' twee maal. Spanje kon naar huis en Brazilië ging weer in zijn kansen geloven. Tsjecho-Slowakije plaatste zich ook voor de kwartfinales ondanks een 3-1 nederlaag tegen Mexico, de eerste overwinning van het land in vijf WK's.
| Land              | Wed | Win | Gel | Ver | DV | DT | +/− | Pnt |
| ----------------- | --- | --- | --- | --- | -- | -- | --- | --- |
| Brazilië          | 3   | 2   | 1   | 0   | 4  | 1  | 3   | 5   |
| Tsjecho-Slowakije | 3   | 1   | 1   | 1   | 2  | 3  | –1  | 3   |
| Mexico            | 3   | 1   | 0   | 2   | 3  | 4  | –1  | 2   |
| Spanje            | 3   | 1   | 0   | 2   | 2  | 3  | –1  | 2   |

|                                              |                      |                        |        |                                                                                             |
| 30 mei 1962 «onderlinge duels» 15:00 (UTC−4) | Brazilië             | 2 – 0                  | Mexico | Estadio Sausalito, Viña del Mar Toeschouwers: 10.484 Scheidsrechter: Gottfried Dienst (SUI) |
| 30 mei 1962 «onderlinge duels» 15:00 (UTC−4) | Zagallo 56' Pelé 73' | verslag (FIFA) verslag |        | Estadio Sausalito, Viña del Mar Toeschouwers: 10.484 Scheidsrechter: Gottfried Dienst (SUI) |

|                                              |                   |                        |        |                                                                                               |
| 31 mei 1962 «onderlinge duels» 15:00 (UTC−4) | Tsjecho-Slowakije | 1 – 0                  | Spanje | Estadio Sausalito, Viña del Mar Toeschouwers: 12.700 Scheidsrechter: Carl Erich Steiner (AUT) |
| 31 mei 1962 «onderlinge duels» 15:00 (UTC−4) | Štibrányi 80'     | verslag (FIFA) verslag |        | Estadio Sausalito, Viña del Mar Toeschouwers: 12.700 Scheidsrechter: Carl Erich Steiner (AUT) |

|                                              |                        |       |                   |                                                                                            |
| 2 juni 1962 «onderlinge duels» 15:00 (UTC−4) | Brazilië               | 0 – 0 | Tsjecho-Slowakije | Estadio Sausalito, Viña del Mar Toeschouwers: 14.903 Scheidsrechter: Pierre Schwinte (FRA) |
| 2 juni 1962 «onderlinge duels» 15:00 (UTC−4) | verslag (FIFA) verslag |       |                   | Estadio Sausalito, Viña del Mar Toeschouwers: 14.903 Scheidsrechter: Pierre Schwinte (FRA) |

|                                              |           |                        |        |                                                                                           |
| 3 juni 1962 «onderlinge duels» 15:00 (UTC−4) | Spanje    | 1 – 0                  | Mexico | Estadio Sausalito, Viña del Mar Toeschouwers: 11.875 Scheidsrechter: Branko Tesanić (YUG) |
| 3 juni 1962 «onderlinge duels» 15:00 (UTC−4) | Peiró 90' | verslag (FIFA) verslag |        | Estadio Sausalito, Viña del Mar Toeschouwers: 11.875 Scheidsrechter: Branko Tesanić (YUG) |

|                                              |                   |                        |              |                                                                                              |
| 6 juni 1962 «onderlinge duels» 15:00 (UTC−4) | Brazilië          | 2 – 1                  | Spanje       | Estadio Sausalito, Viña del Mar Toeschouwers: 18.715 Scheidsrechter: Sergio Bustamante (CHI) |
| 6 juni 1962 «onderlinge duels» 15:00 (UTC−4) | Amarildo 72', 86' | verslag (FIFA) verslag | 35' Adelardo | Estadio Sausalito, Viña del Mar Toeschouwers: 18.715 Scheidsrechter: Sergio Bustamante (CHI) |

|                                              |                                              |                        |                   |                                                                                             |
| 7 juni 1962 «onderlinge duels» 15:00 (UTC−4) | Mexico                                       | 3 – 1                  | Tsjecho-Slowakije | Estadio Sausalito, Viña del Mar Toeschouwers: 10.648 Scheidsrechter: Gottfried Dienst (SUI) |
| 7 juni 1962 «onderlinge duels» 15:00 (UTC−4) | Díaz 12' Del Águila 29' Hernández 90' (pen.) | verslag (FIFA) verslag | 1' Mašek          | Estadio Sausalito, Viña del Mar Toeschouwers: 10.648 Scheidsrechter: Gottfried Dienst (SUI) |

### Groep D
Hongarije had zes jaar na de uitvlucht van de topspelers na de Hongaarse Opstand weer een sterke generatie met Flórián Albert als gangmaker. Engeland en Bulgarije werden overtuigend verslagen. Engeland plaatste zich door een beter doelsaldo dan Argentinië door het onderlinge duel met 3-1 te winnen. Argentinië stelde weer teleur net als vier jaar geleden, omdat goede spelers geen eenheid vormden.
| Land       | Wed | Win | Gel | Ver | DV | DT | +/− | Pnt |
| ---------- | --- | --- | --- | --- | -- | -- | --- | --- |
| Hongarije  | 3   | 2   | 1   | 0   | 8  | 2  | 6   | 5   |
| Engeland   | 3   | 1   | 1   | 1   | 4  | 3  | 1   | 3   |
| Argentinië | 3   | 1   | 1   | 1   | 2  | 3  | –1  | 3   |
| Bulgarije  | 3   | 0   | 1   | 2   | 1  | 7  | –6  | 1   |

|                                              |            |                        |           |                                                                                          |
| 30 mei 1962 «onderlinge duels» 15:00 (UTC−4) | Argentinië | 1 – 0                  | Bulgarije | Estadio El Teniente, Rancagua Toeschouwers: 7.134 Scheidsrechter: Juan Gardeazábal (ESP) |
| 30 mei 1962 «onderlinge duels» 15:00 (UTC−4) | Facundo 4' | verslag (FIFA) verslag |           | Estadio El Teniente, Rancagua Toeschouwers: 7.134 Scheidsrechter: Juan Gardeazábal (ESP) |

|                                              |                      |                        |                    |                                                                                  |
| 31 mei 1962 «onderlinge duels» 15:00 (UTC−4) | Hongarije            | 2 – 1                  | Engeland           | Estadio El Teniente, Rancagua Toeschouwers: 7.938 Scheidsrechter: Leo Horn (NED) |
| 31 mei 1962 «onderlinge duels» 15:00 (UTC−4) | Tichy 17' Albert 71' | verslag (FIFA) verslag | 60' (pen.) Flowers | Estadio El Teniente, Rancagua Toeschouwers: 7.938 Scheidsrechter: Leo Horn (NED) |

|                                              |                                             |                        |                |                                                                                          |
| 2 juni 1962 «onderlinge duels» 15:00 (UTC−4) | Engeland                                    | 3 – 1                  | Argentinië     | Estadio El Teniente, Rancagua Toeschouwers: 9.794 Scheidsrechter: Nikolay Latyshev (URS) |
| 2 juni 1962 «onderlinge duels» 15:00 (UTC−4) | Flowers 17' (pen.) Charlton 42' Greaves 67' | verslag (FIFA) verslag | 81' Sanfilippo | Estadio El Teniente, Rancagua Toeschouwers: 9.794 Scheidsrechter: Nikolay Latyshev (URS) |

|                                              |                                               |                        |                 |                                                                                          |
| 3 juni 1962 «onderlinge duels» 15:00 (UTC−4) | Hongarije                                     | 6 – 1                  | Bulgarije       | Estadio El Teniente, Rancagua Toeschouwers: 7.442 Scheidsrechter: Juan Gardeazábal (ESP) |
| 3 juni 1962 «onderlinge duels» 15:00 (UTC−4) | Albert 1', 6', 53' Tichy 8', 70' Solymosi 12' | verslag (FIFA) verslag | 64' Asparoechov | Estadio El Teniente, Rancagua Toeschouwers: 7.442 Scheidsrechter: Juan Gardeazábal (ESP) |

|                                              |                        |       |            |                                                                                         |
| 6 juni 1962 «onderlinge duels» 15:00 (UTC−4) | Hongarije              | 0 – 0 | Argentinië | Estadio El Teniente, Rancagua Toeschouwers: 7.945 Scheidsrechter: Arturo Yamasaki (PER) |
| 6 juni 1962 «onderlinge duels» 15:00 (UTC−4) | verslag (FIFA) verslag |       |            | Estadio El Teniente, Rancagua Toeschouwers: 7.945 Scheidsrechter: Arturo Yamasaki (PER) |

|                                              |                        |       |           |                                                                                        |
| 7 juni 1962 «onderlinge duels» 15:00 (UTC−4) | Engeland               | 0 – 0 | Bulgarije | Estadio El Teniente, Rancagua Toeschouwers: 5.700 Scheidsrechter: Arthur Blavier (BEL) |
| 7 juni 1962 «onderlinge duels» 15:00 (UTC−4) | verslag (FIFA) verslag |       |           | Estadio El Teniente, Rancagua Toeschouwers: 5.700 Scheidsrechter: Arthur Blavier (BEL) |

### Samenvatting
Van de afvallers waren de uitschakelingen van Italië, Spanje, Uruguay en Argentinië verrassend. Brazilië was de enige favoriet voor de eindzege, maar plaatste zich met moeite, Hongarije maakte de beste indruk. West-Duitsland, de Sovjet-Unie en Joegoslavië voldeden aan de verwachtingen, Engeland stelde teleur. 

## Knock-outfase
|  | kwartfinale            | kwartfinale            |                    |   | halve finale       | halve finale       |   |  | finale | finale |
|  |                        |                        |                    |   |                    |                    |   |  |        |        |
|  | 10 juni – Viña del Mar |                        |                    |   |                    |                    |   |  |        |        |
|  |                        |                        |                    |   |                    |                    |   |  |        |        |
|  | Brazilië               | 3                      |                    |   |                    |                    |   |  |        |        |
|  | Brazilië               | 3                      | 13 juni – Santiago |   |                    |                    |   |  |        |        |
|  | Engeland               | 1                      |                    |   |                    |                    |   |  |        |        |
|  | Engeland               | 1                      | Brazilië           | 4 |                    |                    |   |  |        |        |
|  | 10 juni – Arica        |                        | Brazilië           | 4 |                    |                    |   |  |        |        |
|  |                        | Chili                  | 2                  |   |                    |                    |   |  |        |        |
|  | Chili                  | Chili                  | 2                  | 2 |                    |                    |   |  |        |        |
|  | Chili                  |                        | 17 juni – Santiago | 2 |                    |                    |   |  |        |        |
|  | Sovjet-Unie            | 1                      |                    |   |                    |                    |   |  |        |        |
|  | Sovjet-Unie            | 1                      | Brazilië           | 3 |                    |                    |   |  |        |        |
|  | 10 juni – Rancagua     |                        | Brazilië           | 3 |                    |                    |   |  |        |        |
|  |                        | Tsjecho-Slowakije      | 1                  |   |                    |                    |   |  |        |        |
|  | Tsjecho-Slowakije      | Tsjecho-Slowakije      | 1                  | 1 |                    |                    |   |  |        |        |
|  | Tsjecho-Slowakije      | 13 juni – Viña del Mar |                    | 1 |                    |                    |   |  |        |        |
|  | Hongarije              | 0                      |                    |   |                    |                    |   |  |        |        |
|  | Hongarije              | 0                      | Tsjecho-Slowakije  | 3 | derde plaats       | derde plaats       |   |  |        |        |
|  | 10 juni – Santiago     |                        | Tsjecho-Slowakije  | 3 | derde plaats       | derde plaats       |   |  |        |        |
|  |                        | Joegoslavië            | 1                  |   | 16 juni – Santiago | 16 juni – Santiago |   |  |        |        |
|  | Joegoslavië            | Joegoslavië            | 1                  | 1 | 16 juni – Santiago | 16 juni – Santiago |   |  |        |        |
|  | Joegoslavië            |                        |                    |   |                    | Chili              | 1 |  |        |        |
|  | West-Duitsland         | 0                      |                    |   |                    | Chili              | 1 |  |        |        |
|  | West-Duitsland         | 0                      | Joegoslavië        | 0 |                    |                    |   |  |        |        |
|  |                        |                        | Joegoslavië        | 0 |                    |                    |   |  |        |        |

### Kwartfinale
Liefst drie van de vier kwartfinales leverde een nederlaag op van het groepshoofd in de eerste ronde. Hongarije verslikte zich met name in de uitmuntende doelman van Tsjecho-Slowakije Viliam Schrojf: 1-0 voor de Tsjechen. West-Duitsland moest weer in de kwartfinale aantreden tegen Joegoslavië net als in 1954 en 1958. De Joegoslaven namen eindelijk revanche door in de slotfase toe te slaan: 1-0. Chili profiteerde met name van opnieuw een inschattingsfout van Lev Jasjin, de anders zo betrouwbare doelman van de Sovjet-Unie en van het thuisvoordeel, 2-1 voor Chili.
Brazilië putte moed uit de ontsnapping tegen Spanje en met name Garrincha richtte zich op. De kleine speler scoorde uit een kopbal, een schot van afstand en gaf een voorzet aan Vavá. Tegenstander Engeland was kansloos, alleen aanvaller Jimmy Greaves maakte indruk door een ontsnapte hond van het veld te plukken.
|                                               |                          |                        |                |                                                                                    |
| 10 juni 1962 «onderlinge duels» 14:30 (UTC−4) | Chili                    | 2 – 1                  | Sovjet-Unie    | Estadio Carlos Dittborn, Arica Toeschouwers: 17.268 Scheidsrechter: Leo Horn (NED) |
| 10 juni 1962 «onderlinge duels» 14:30 (UTC−4) | L. Sánchez 11' Rojas 29' | verslag (FIFA) verslag | 26' Tsjislenko | Estadio Carlos Dittborn, Arica Toeschouwers: 17.268 Scheidsrechter: Leo Horn (NED) |

|                                               |                   |                        |           |                                                                                           |
| 10 juni 1962 «onderlinge duels» 14:30 (UTC−4) | Tsjecho-Slowakije | 1 – 0                  | Hongarije | Estadio El Teniente, Rancagua Toeschouwers: 11.690 Scheidsrechter: Nikolay Latyshev (URS) |
| 10 juni 1962 «onderlinge duels» 14:30 (UTC−4) | Scherer 13'       | verslag (FIFA) verslag |           | Estadio El Teniente, Rancagua Toeschouwers: 11.690 Scheidsrechter: Nikolay Latyshev (URS) |

|                                               |                             |                        |              |                                                                                            |
| 10 juni 1962 «onderlinge duels» 14:30 (UTC−4) | Brazilië                    | 3 – 1                  | Engeland     | Estadio Sausalito, Viña del Mar Toeschouwers: 17.736 Scheidsrechter: Pierre Schwinte (FRA) |
| 10 juni 1962 «onderlinge duels» 14:30 (UTC−4) | Garrincha 31', 59' Vavá 53' | verslag (FIFA) verslag | 38' Hitchens | Estadio Sausalito, Viña del Mar Toeschouwers: 17.736 Scheidsrechter: Pierre Schwinte (FRA) |

|                                               |               |                        |                |                                                                                       |
| 10 juni 1962 «onderlinge duels» 14:30 (UTC−4) | Joegoslavië   | 1 – 0                  | West-Duitsland | Estadio Nacional, Santiago Toeschouwers: 63.324 Scheidsrechter: Arturo Yamasaki (PER) |
| 10 juni 1962 «onderlinge duels» 14:30 (UTC−4) | Radaković 85' | verslag (FIFA) verslag |                | Estadio Nacional, Santiago Toeschouwers: 63.324 Scheidsrechter: Arturo Yamasaki (PER) |

### Halve finale
De twee halve finales stonden in groot contrast tegenover elkaar qua ambiance. Oorspronkelijk stond de halve finale tussen Tsjecho-Slowakije tegen Joegoslavië gepland voor Santiago, maar de directie besloot de kraker tussen Chili en Brazilië daar te laten spelen en de Oost-Europese teams verhuisden naar Viña del Mar. Voor slechts 5.000 toeschouwers sloegen de Tsjecho-Slowaken in de tweede helft met 3–1 toe dankzij missers in de Joegoslavische verdediging en weer voortreffelijk keeperswerk van doelman Schrojf.
In Santiago zorgden 76.000 vooral Chileense toeschouwers voor een heksenketel, maar Brazilië en met name Garrincha waren niet onder de indruk. Hij scoorde opnieuw met een kopgoal en een schot van afstand net als tegen de Engelsen. Chili kwam wel steeds terug in de wedstrijd, maar Vavá scoorde twee goals: 4-2 voor Brazilië. Vlak voor tijd resulteerde de opgewonden sfeer in twee rode kaarten: voor de Chileen Landa en voor Garrincha, die wraak nam op de gefrustreerde verdedigers die hem constant schopten. Chili was ver gekomen, maar was nu uiteindelijk toch uitgeschakeld: voor de wedstrijden tegen Zwitserland, Italië en de Sovjet-Unie nuttigde men respectievelijk kaas, macaroni en wodka, nu was het drinken van de Braziliaanse koffie niet goed genoeg om te winnen.
|                                               |                                     |                        |              |                                                                                            |
| 13 juni 1962 «onderlinge duels» 14:30 (UTC−4) | Tsjecho-Slowakije                   | 3 – 1                  | Joegoslavië  | Estadio Sausalito, Viña del Mar Toeschouwers: 5.890 Scheidsrechter: Gottfried Dienst (SUI) |
| 13 juni 1962 «onderlinge duels» 14:30 (UTC−4) | Kadraba 48' Scherer 80', 84' (pen.) | verslag (FIFA) verslag | 69' Jerković | Estadio Sausalito, Viña del Mar Toeschouwers: 5.890 Scheidsrechter: Gottfried Dienst (SUI) |

|                                               |                                 |                        |                                |                                                                                       |
| 13 juni 1962 «onderlinge duels» 14:30 (UTC−4) | Brazilië                        | 4 – 2                  | Chili                          | Estadio Nacional, Santiago Toeschouwers: 76.500 Scheidsrechter: Arturo Yamasaki (PER) |
| 13 juni 1962 «onderlinge duels» 14:30 (UTC−4) | Garrincha 9', 32' Vavá 47', 78' | verslag (FIFA) verslag | 42' Toro 61' (pen.) L. Sánchez | Estadio Nacional, Santiago Toeschouwers: 76.500 Scheidsrechter: Arturo Yamasaki (PER) |

### Troostfinale
|                                               |           |                        |             |                                                                                        |
| 16 juni 1962 «onderlinge duels» 14:30 (UTC−4) | Chili     | 1 – 0                  | Joegoslavië | Estadio Nacional, Santiago Toeschouwers: 67.000 Scheidsrechter: Juan Gardeazábal (ESP) |
| 16 juni 1962 «onderlinge duels» 14:30 (UTC−4) | Rojas 90' | verslag (FIFA) verslag |             | Estadio Nacional, Santiago Toeschouwers: 67.000 Scheidsrechter: Juan Gardeazábal (ESP) |

### Finale
|                                               |                                |                        |                   |                                                                                        |
| 17 juni 1962 «onderlinge duels» 14:30 (UTC−4) | Brazilië                       | 3 – 1                  | Tsjecho-Slowakije | Estadio Nacional, Santiago Toeschouwers: 68.679 Scheidsrechter: Nikolay Latyshev (URS) |
| 17 juni 1962 «onderlinge duels» 14:30 (UTC−4) | Amarildo 17' Zito 69' Vavá 78' | verslag (FIFA) verslag | 15' Masopust      | Estadio Nacional, Santiago Toeschouwers: 68.679 Scheidsrechter: Nikolay Latyshev (URS) |

| 1962 Wereldkampioen   |
| --------------------- |
|                       |
| BRAZILIË Tweede titel |

## Toernooiranglijst
| Plaats                           | Land              | Groep | GW | Win | Gel | Ver | DV | DT | +/− | Pnt |
| -------------------------------- | ----------------- | ----- | -- | --- | --- | --- | -- | -- | --- | --- |
| 1                                | Brazilië          | C     | 6  | 5   | 1   | 0   | 14 | 5  | +9  | 11  |
| 2                                | Tsjecho-Slowakije | C     | 6  | 3   | 1   | 2   | 7  | 7  | 0   | 7   |
| 3                                | Chili             | B     | 6  | 4   | 0   | 2   | 10 | 8  | +2  | 8   |
| 4                                | Joegoslavië       | A     | 6  | 3   | 0   | 3   | 10 | 7  | +3  | 6   |
| Uitgeschakeld in de kwartfinales |                   |       |    |     |     |     |    |    |     |     |
| 5                                | Hongarije         | D     | 4  | 2   | 1   | 1   | 8  | 3  | +5  | 5   |
| 6                                | Sovjet-Unie       | A     | 4  | 2   | 1   | 1   | 9  | 7  | +2  | 5   |
| 7                                | West-Duitsland    | B     | 4  | 2   | 1   | 1   | 4  | 2  | +2  | 5   |
| 8                                | Engeland          | D     | 4  | 1   | 1   | 2   | 5  | 6  | −1  | 3   |
| Uitgeschakeld in de hroepsfase   |                   |       |    |     |     |     |    |    |     |     |
| 9                                | Italië            | B     | 3  | 1   | 1   | 1   | 3  | 2  | +1  | 3   |
| 10                               | Argentinië        | D     | 3  | 1   | 1   | 1   | 2  | 3  | −1  | 3   |
| 11                               | Mexico            | C     | 3  | 1   | 0   | 2   | 3  | 4  | −1  | 2   |
| 12                               | Uruguay           | A     | 3  | 1   | 0   | 2   | 4  | 6  | −2  | 2   |
| 13                               | Spanje            | C     | 3  | 1   | 0   | 2   | 2  | 3  | −1  | 2   |
| 14                               | Colombia          | A     | 3  | 0   | 1   | 2   | 5  | 11 | −6  | 1   |
| 15                               | Bulgarije         | D     | 3  | 0   | 1   | 2   | 1  | 7  | −6  | 1   |
| 16                               | Zwitserland       | B     | 3  | 0   | 0   | 3   | 2  | 8  | −6  | 0   |

## Statistieken

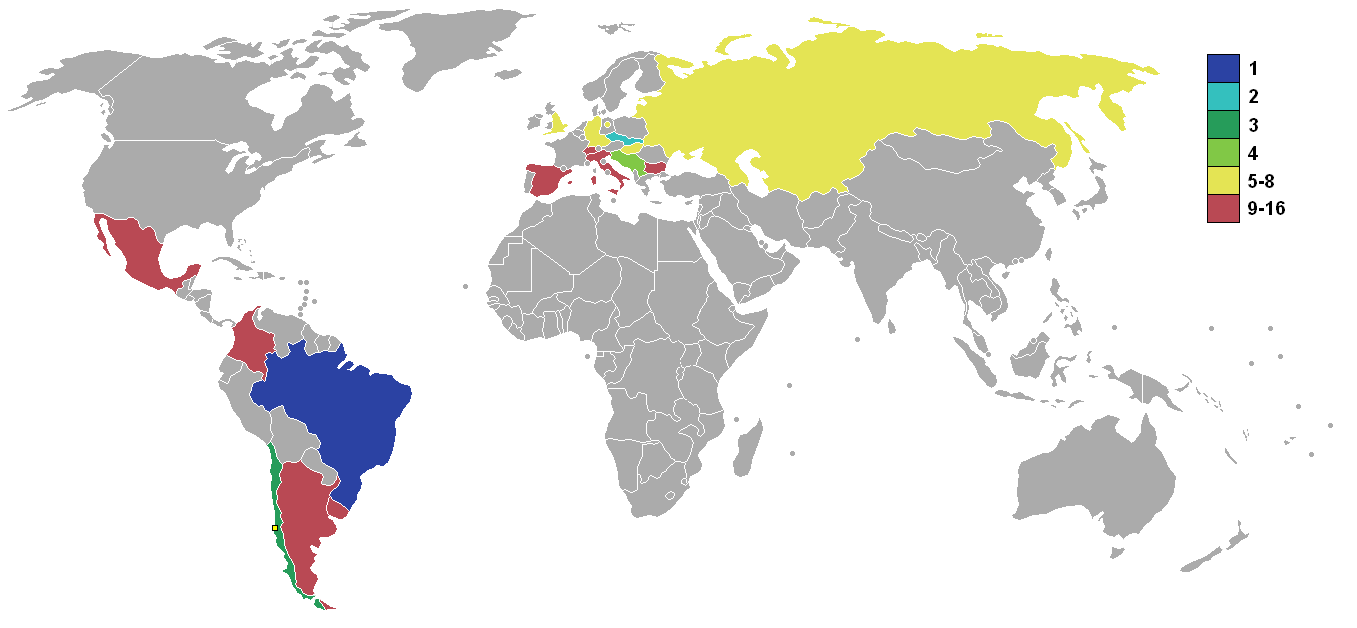
Deelnemende landen

| Aantal wedstrijden               | 32      |
| Totaal aantal doelpunten         | 89      |
| Eigen doelpunten                 | 0       |
| Aantal uitsluitingen (rood)      | 6       |
| Doelpuntgemiddelde per wedstrijd | 2,78    |
| Toeschouwerstotaal               | 776.000 |
| Toeschouwersgemiddelde           | 24.250  |

## Doelpuntenmakers
4 doelpunten
- Garrincha
- Vavá
- Leonel Sanchez
- Flórián Albert
- Valentin Ivanov
- Dražan Jerković

3 doelpunten
- Amarildo
- Adolf Scherer
- Lajos Tichy
- Milan Galić

2 doelpunten
- Jaime Ramírez
- Eladio Rojas
- Jorge Toro
- Ron Flowers
- Giacomo Bulgarelli
- Igor Tsjislenko
- Viktor Ponedelnik
- José Sasía
- Uwe Seeler

1 doelpunt
- Héctor Facundo
- José Sanfilippo
- Pelé
- Mário Zagallo
- Zito
- Georgi Asparoechov
- Germán Aceros
- Marcos Coll
- Marino Klinger
- Antonio Rada
- Francisco Zuluaga
- Josef Kadraba
- Václav Mašek
- Josef Masopust
- Jozef Štibrányi
- Bobby Charlton
- Jimmy Greaves
- Gerry Hitchens
- Ernő Solymosi
- Bruno Mora
- Alfredo del Águila
- Isidoro Díaz
- Héctor Hernández
- Aleksei Mamykin
- Adelardo
- Joaquín Peiró
- Heinz Schneiter
- Rolf Wüthrich
- Ángel Cabrera
- Luis Cubilla
- Albert Brülls
- Horst Szymaniak
- Vojislav Melić
- Petar Radaković
- Josip Skoblar

Estadio Nacional (Santiago) · Estadio Sausalito (Viña del Mar) · Estadio Braden Copper Co. (Rancagua) · Estadio Carlos Dittborn (Arica)